# スロボドナ・ダルマツィヤ
スロボドナ・ダルマツィヤ（クロアチア語:Slobodna Dalmacija、「自由ダルマチア」の意）は、クロアチア・スプリトで発行される日刊新聞である。
スロボドナ・ダルマツィヤが初めて刊行されたのは1943年6月17日のことであり、当時イタリア占領下であったスプリト近郊のモソル（Mosor）の洞窟内にて、ヨシップ・ブロズ・ティトーのパルチザンによって発行された。スプリトが解放される1944年10月26日までは各所で秘密裏に発行され続けた。それ以降は日刊紙としてスプリトで発行され続けている。
刊行当時は純然たる地域紙と見られていたが、後の数十年の間にユーゴスラビア全域でも有力な日刊紙のひとつへと成長し、1980年代末には刊行部数は最大に達した。その成功に大きく寄与したのはユーモアの部門であり、ミリェンコ・スモイェ（Miljenko Smoje）やジェルマノ・セニャノヴィッチ（Đermano Senjanović）、後にフィーラル・トリビューン（Feral Tribune）を結成するトリオたといった、クロアチアの著名なユーモア作家たちは、本紙がそのキャリアの始まりであった。
もうひとつの成功の要因となったのが、ヨシュコ・クルシッチ（Joško Kulušić）の編集方針であり、その紙面は共産主義体制の後退の後を担う新しい政治体制を模索する議論の場となった。1990年代初期のスロボドナ・ダルマツィヤは、もっとも幅広く多様な政治的立場を内包した新聞としての評価を確立し、強硬な左翼主義者から右翼主義者に至るまでの多様なコラムニストを擁し、特定の政治思想に偏らない、当時のクロアチアでは数少ない本当の意味での自由なメディアとなった。
こうした本紙の立場はフラニョ・トゥジマン率いるクロアチア政府とは相容れないものであった。1992年、クロアチア政府はスロボドナ・ダルマツィヤに対する法的措置に入り、クロアチアの歴史上悪名高いスキャンダルへと発展した。共産主義時代は公営であった本紙の民営化は、そうした状況下で不鮮明な政治的決定を通して行われた。強硬な右翼主義者として知られ強力な権力を握っていた国防大臣のゴイコ・シュシャク（Gojko Šušak）と深いつながりのあるザグレブのビジネスマン、ミロスラヴ・クトレ（Miroslav Kutle）が本紙の新しい所有者となった。従業員のストライキによる抵抗が試みられたが、1993年3月には公的に所有権はクトレの手に渡った。スロボドナ・ダルマツィヤのベテランのジャーナリストや編集スタッフは解雇されるか、自発的に本紙を去った。
ミロスラヴ・クトレは、強硬な民族主義を推進する新しい編集方針を採り、政府の支配下にあるメディアよりも露骨な民族主義の論調となることも多かった。特に、隣接するボスニア・ヘルツェゴビナにおいてクロアチア人とボシュニャク人の対立が深まると、新しい編集方針は顕著に表れた。こうした新しい方針を従来の読者が嫌ったこともあり、新聞の売れ行きは激減した。また、戦時下で経済的に困窮した状況も、売れ行きの低迷の要因と考えられる。
1995年に紛争が終結すると、スロボドナ・ダルマツィヤは深刻な経営危機に陥り、その原因の多くがミロスラヴ・クトレによる経営の失敗にあった。1990年代末には経営破綻の寸前にまで追いやられ、本紙は再び国有化された。しかし、トゥジマンの死去後、イヴィツァ・ラチャン率いる中道左派政権が発足した後も、強硬な民族主義路線は維持された。2001年に旧ユーゴスラビア国際戦犯法廷によってミルコ・ノラツ（Mirko Norac）やその他のクロアチアの将軍たちが訴追され、これに反対する大規模集会が行われた時には、民族主義路線は一段と強硬になった。2001年2月、クロアチア政府はやむを得ず新しい編集陣を発足させた。
2005年5月、スロボドナ・ダルマツィヤは再び民営化された。今度の新しい所有者は、ザグレブに本社を置くヨーロッパプレス・ホールディング（Europapress Holding）である。